# Lancaster Classic
La Lancaster Classic est une course cycliste disputée tous les ans de 1992 à 2008 à Lancaster en Pennsylvanie. L'épreuve est la première course de la Commerce Bank Triple Crown of Cycling Classic qui comprend la Reading Classic et la Philadelphia Cycling Classic. 
Tout au long de son histoire, elle prend différents noms et fait partie. Elle a également partie du calendrier de l'UCI America Tour et de l'USA Cycling Professional Tour.

## Palmarès
| Année                               | Vainqueur          | Deuxième               | Troisième            |
| ----------------------------------- | ------------------ | ---------------------- | -------------------- |
| Hamilton Bank Classic               |                    |                        |                      |
| 1992                                | Roberto Pelliconi  | Phil Anderson          | Stefano Casagrande   |
| 1993                                | Arvis Piziks       | Phil Anderson          | Roberto Gaggioli     |
| 1994                                | Andrea Peron       | Bobby Julich           | Dario Bottaro        |
| 1995                                | Fred Rodriguez     | Bart Bowen             | Bobby Julich         |
| 1996                                | Christopher Horner | Tyler Hamilton         | Marty Jemison        |
| Corestates Invitational             |                    |                        |                      |
| 1997                                | Chann McRae        | Trent Klasna           | Jonathan Vaughters   |
| 1998                                | Frankie Andreu     | Lance Armstrong        | Cezary Zamana        |
| First Union Invitational            |                    |                        |                      |
| 1999                                | Jakob Piil         | Michael Barry          | George Hincapie      |
| 2000                                | Trent Klasna       | Michael Sandstod       | Fred Rodriguez       |
| 2001                                | Léon van Bon       | George Hincapie        | Trent Klasna         |
| 2002                                | David Clinger      | Chris Wherry           | Tom Leaper           |
| Wachovia Invitational               |                    |                        |                      |
| 2003                                | Jakob Piil         | Mark McCormack         | Julian Dean          |
| 2004                                | Max van Heeswijk   | Francisco José Ventoso | Fred Rodriguez       |
| 2005                                | Gregory Henderson  | Fred Rodriguez         | Iván Domínguez       |
| Wachovia Cycling Series - Lancaster |                    |                        |                      |
| 2006                                | Jackson Stewart    | Juan José Haedo        | Sergei Lagutin       |
| Commerce Bank Lancaster Classic     |                    |                        |                      |
| 2007                                | Bernhard Eisel     | Sergei Lagutin         | Frank Pipp           |
| Commerce Bank Lehigh Valley Classic |                    |                        |                      |
| 2008                                | Yuriy Metlushenko  | Karl Menzies           | Charles Bradley Huff |